# Johann Gaudenz von Salis-Seewis
Johann Gaudenz von Salis-Seewis (Malans, 26 dicembre 1762 – Malans, 29 gennaio 1834) è stato un poeta, scrittore, librettista e politico svizzero.

## Biografia
Salis-Seewis proveniva da un'antica aristocrazia svizzera. Suo padre, il barone Johann Ulrich von Salis-Seewis (1740-1815), fu nominato conte (primogenito) a Versailles il 1º febbraio 1777 dopo aver sposato nel 1760 Freiin Jakobea von Salis-Bothmar (1741-1791).
Il Reichs-freiherrdom risale al 20 gennaio 1588, per Dietegan v. Salis
Tra il 1779 e il 1789 Salis servì come ufficiale delle Guardie Svizzere in Francia a Parigi, fino a quando la Rivoluzione francese lo fece smettere. Salis-Seewis era uno dei favoriti di Maria Antonietta. L'anno successivo Salis-Seewis intraprese un viaggio nei Paesi Bassi e in Germania (compresa Weimar), incontrando Goethe, Herder, Schiller, Wieland e Matthisson. Con quest'ultimo in particolare ebbe un'intima amicizia. I suoi colleghi poeti del periodo Sturm und Drang e Empfindsamkeit lo chiamavano "l'usignolo dei Grigioni".
Incontrò Friederike Brun a Parigi nel marzo 1791 e di nuovo quando lei girò la Svizzera e le Alpi nei Grigioni nel 1795.
Salis-Seewis tornò in Svizzera nel 1791, vivendo a Coira e sposandovi, il 26 dicembre 1793, la 22enne Ursina v. Pestalozzi (Coira 29 settembre 1771 - Malans 27 giugno 1835). Ebbero due figli: Johann-Ulrich Dietegan (Conte) v. Salis-Seewis (1794-1844) e Johann-Jakob (Barone) v. Salis-Seewis (1800-1881). Ebbe un vivace coinvolgimento nei cambiamenti politici della sua patria negli anni successivi, fu coinvolto vivacemente, appoggiò l'Alleanza delle Tre Leghe di Svizzera della nuova Francia, nella proclamata Repubblica Elvetica. Dopo che la zona fu occupata dall'Austria l'anno seguente, Salis-Seewis e la sua famiglia dovettero fuggire a Zurigo. Lì fu nominato ispettore generale delle truppe elvetiche. Questa attività gli portò il soprannome di "generale poeta". Più tardi andò a Berna e ricevette un posto alla Corte di Cassazione. Quando l'Atto di Mediazione fu emanato da Napoleone Bonaparte nel 1803, Salis-Seewis poté tornare nei Grigioni. Lì tenne diverse cariche pubbliche fino al 1817, poi si ritirò come colonnello federale svizzero. Suo padre era morto due anni prima.

## Opere
Salis-Seewis e Matthisson avevano stili di scrittura simili, essendo entrambi inclini a scrivere su argomenti naturali e sulla loro patria. Le poesie di Salis Seewis sono però caratterizzate da una maggiore mascolinità, freschezza, popolarità e da un più profondo senso di struggimento. Le sue elegie hanno sempre avuto un motivo fermo e determinante. Fatto del pensiero rivoluzionario della rivoluzione francese, era un rappresentante progressista dei diritti umani e separato dalla tradizione conservatrice e oligarchica della sua famiglia, che controllava incontrastata per decenni le Tre Leghe.
Franz Schubert ha messo in musica molte poesie di Salis-Seewis, come Abschied von der Harfe, Das Grab o Zum Rundtanz. La sua opera più conosciuta è l'Herbstlied, scritta nel 1782, messa in musica nel 1799 da Johann Friedrich Reichardt.